# Stephan Braun (Musiker)

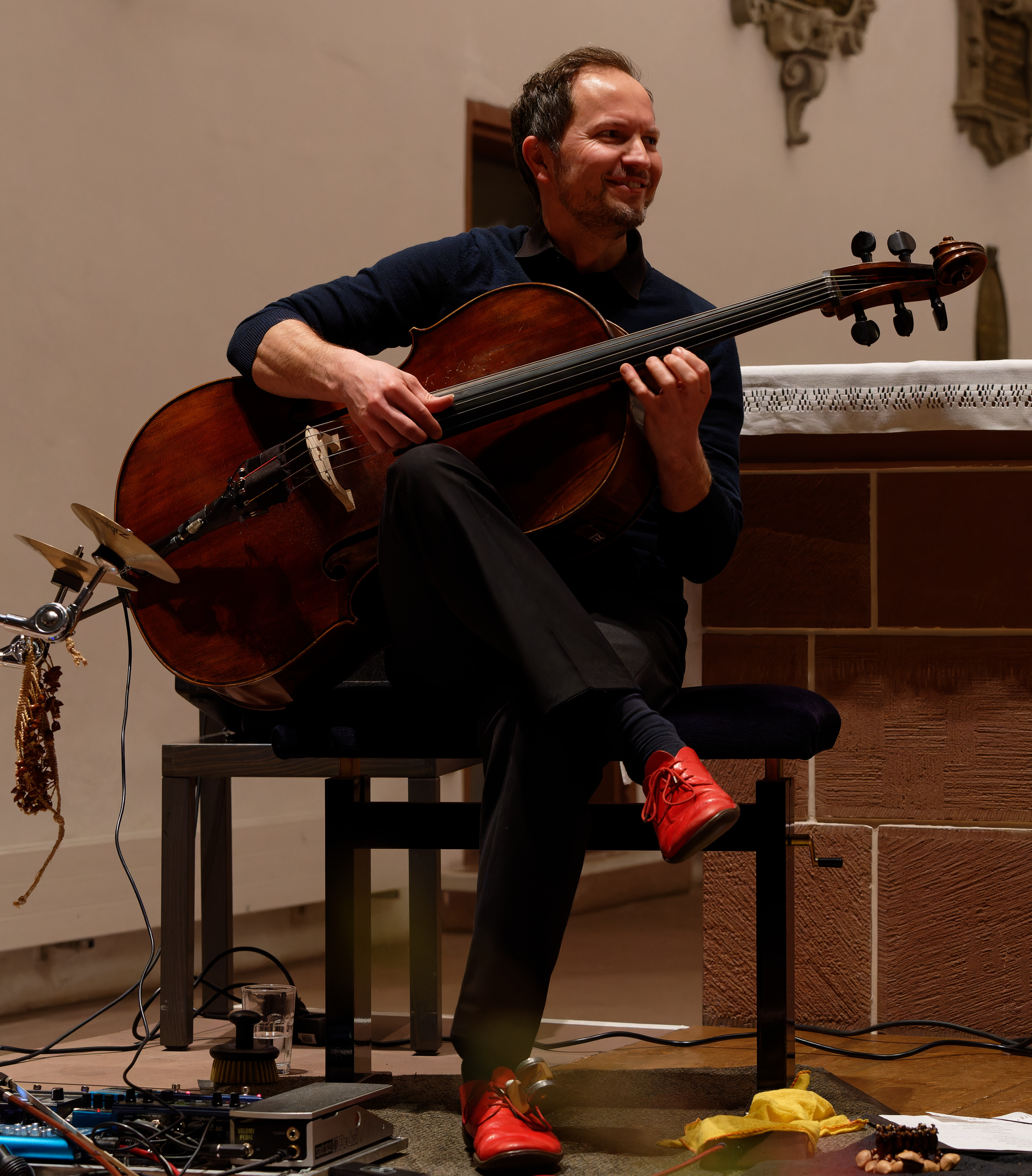
Stephan Braun mit Arne Jansen in der Stadtkirche Darmstadt am 23. März 2024

Stephan Braun (* 1. Juni 1978) ist ein deutscher Jazz-Cellist.

## Leben
Stephan Braun begann als 6-Jähriger mit dem Klavier- und bald darauf mit dem Cellospiel. Sein musikalischer Weg führte ihn an die Hochschule für Musik und Theater Hamburg, wo er klassisches Violoncello bei Wolfgang Mehlhorn und Jazz bei Dieter Glawischnig, Lucas Lindholm und Fiete Felsch studierte. 2004 führte er sein Jazzstudium an der UdK in Berlin bei Peter Weniger und David Friedman fort und schloss sein Diplom 2006 erfolgreich ab.
Stephan Braun ist Preisträger nationaler und internationaler Wettbewerbe, u. a. Jugend musiziert, Jugend jazzt, Kompositionswettbewerb „Luther in Europa“, Kammermusikwettbewerb „Charles Hennen“ und war Stipendiat der Kulturstiftung der Deutschen Bank. Im Jahr 2000 gründete er gemeinsam mit der Cellistin und Sängerin Anne-Christin Schwarz die Band deep strings, welche im September 2004 den ersten Preis beim Jazz & Blues Award in Berlin erhielt. Er gab Konzerte mit Musikern wie Chris Hinze, Monica Akihary, Manfred Weinberger, Don Thomson, Nils Landgren,  Melody Gardot, Kristjan Randalu und Annamateur. Ebenfalls wirkte er bei Projekten des Hamburger Schauspielhauses, der NDR-Bigband und am Berliner Ensemble mit.

## Diskografische Hinweise
- Chris Hinze Combination Akar Akar; 2002
- Manfred Weinberger Septett Spirit of Old Europe; 2004
- Manfred Weinberger Septett Dancing Ganesh; 2005H
- Kristjan Randalu Quartet Tidbits; 2005
- Peter Ehwald & Benedikt Jahnel Music for String Quartet and Jazz Quartet; Konnex 2008
- Stephan Braun Trio The Raid; 2008
- Bodek Janke global dance culture; 2009
- Kristjan Randalu Quartet Desde Manhattan; 2009
- Annamateur Walgesänge; 2009
- Rolf Zielke Handel Jazz; 2009
- Don Friedman Salzau Trio & Gerdur Gunnarsdóttir String Quartet The Composer Live at Jazz Baltica Salzau; enja 2010
- Benjamin Schaefer Trio Beneath the Surface; enja 2010
- deep strings Façon; NRW Jazz 2012
- Giora Feidman Jazz-Experience Klezmer Meets Jazz; Pianissimo 2014
- Dieter Falk A Tribute to Martin Luther; Universal Music 2016
- Arne Jansen Trio Nine Firmaments; Traumton 2016
- Arne Jansen & Stephan Braun Going Home; Herzog Records 2023